# Кан, Трофим
Трофим Кан (1909 год, деревня Кеван, провинция Хамгён, Корея — 13 апреля 1962 года) — звеньевой колхоза имени Будённого Нижне-Чирчикского района Ташкентской области, Узбекская ССР. Герой Социалистического Труда (1953).

## Биография
Родился в 1909 году в крестьянской семье в деревне Кеван провинции Хамгён, Корея.
В конце 1920-х годов проживал в деревнях Верхние Сидими, Синий Утёс Посьетского района. В 1927—1929 годах трудился в личном хозяйстве своего отца в селе Синий Утёс. В 1929 году вступил в колхоз «Новый путь» Посьетского района. Трудился рядовым колхозником, заведующим колхозной фермой.
В 1937 году депортирован в Ташкентскую область. В 1940 году окончил пять классов средней школы. С 1937 года — звеньевой, заведующий фермой, бригадир в колхозе имени Будённого Нижне-Чирчикского района. В 1948 году вступил в ВКП(б).
В 1953 году звено Трофима Кана получило в среднем по 91 центнера зеленцового стебля кенафа с каждого гектара на участке площадью 5 гектаров. Указом Президиума Верховного Совета СССР от 21 декабря 1953 года удостоен звания Героя Социалистического Труда с вручением ордена Ленина и золотой медали «Серп и Молот».
Скончался в апреле 1962 года. Похоронен на кладбище бывшего колхоза имени Будённого.
Награды
- Герой Социалистического Труда
- Орден Ленина
- Медаль «За доблестный труд в Великой Отечественной войне 1941—1945 гг.»